# Aguri Shimizu
Aguri Shimizu (jap. 清水 亜久里, Shimizu Aguri; * 9. März 1992 in Myōkō, Präfektur Niigata) ist ein japanischer Nordischer Kombinierer.

## Karriere

### Weltcup
Aguri Shimizu debütierte am 10. Januar 2009 in der Saison 2008/09 im Weltcup der Nordischen Kombination und erreichte beim Massenstart in Val di Fiemme den 50. Platz. Sieben Jahre später konnte er am 27. Februar 2016 zum ersten Mal Weltcup-Punkte sammeln. In Val di Fiemme belegte Shimizu den 29. Platz und sammelte zwei Weltcup-Punkte. Insgesamt sammelte er im Winter 2015/16 18 Punkte und belegte damit im Gesamtweltcup den 43. Platz.

### Grand Prix
Im Grand Prix der Nordischen Kombination debütierte Aguri Shimizu im Sommer 2016 und belegte gemeinsam mit Hideaki Nagai in Oberwiesenthal den elften Platz. Bei seinen ersten Einzelwettbewerb im Sommerweltcup belegte er in Oberwiesenthal den 21. Platz. Im Sommer 2016 sammelte er insgesamt 18 Punkte und belegte den 33. Platz in der Gesamtwertung.

### Universiade
Er nahm im Jahr 2011 an der Winter-Universiade in Erzurum teil und startete im Gunderson-, im Massenstart- und im Team-Wettbewerb. Im Gunderson-Wettbewerb belegte er den achten Platz und im Team erreichte er mit Shun Yamamoto und Keita Katagiri den fünften Platz. Am 30. Januar 2011 siegte er im Massenstart-Wettbewerb vor den Polen Tomasz Pochwała und den Schweizer Tommy Schmid.
Er nahm zudem an der Winter-Universiade 2013 in Trentino und startete in allen drei Wettbewerben. Im Team-Wettbewerb belegte er im Team-Wettbewerb mit Gō Yamamoto und Shota Horigome den dritten Platz. Im Gunderson-Wettbewerb erreichte er zudem den dritten Platz. Seine Goldmedaille im Massenstart konnte er verteidigen und siegte vor den beiden Polen Adam Cieślar und Paweł Słowiok.
Am ersten Teil der Winter-Universiade 2015 in Štrbské Pleso und belegte mit seinen Mannschaftsmitgliedern Gō Yamamoto und Takehiro Watanabe den zweiten Platz. Im Massenstartwettbewerb belegte er den zehnten Platz. Er startete nicht im Gunderson-Wettbewerb.